# بیمارستان منتصریه مشهد
بیمارستان منتصریه مشهد یا بیمارستان پیوند اعضا منتصریه مشهد یکی از اولین بیمارستان‌های مشهد است که در سال ۱۲۹۷ ه‍.خ توسط «احترام‌السلطنه» ساخته شد. این بیمارستان به‌صورت تخصصی در حوزه اهداء عضو و پیوند عضو فعالیت دارد.

## تاریخچه

### تاریخچه ساخت
«محمدحسن میرزا منتصرالملک» املاک خود را به‌نام دخترش رابعه خانم  قهرمانی ملقب به «احترام‌السلطنه» می‌کند و از او می‌خواهد با فروش آن املاک بیمارستانی احداث کند. احترام‌السلطنه در سال ۱۲۹۷ خورشیدی در خیابان جنت، زمینی به مساحت ۳۶۰۰ متر خریداری و بیمارستانی در آن احداث کرد و نام «منتصریه» را به‌یاد پدرش بر آن نهاد.

### تاریخچه بازسازی

#### اولین بازسازی
در سال ۱۳۳۵ ساختمان بیمارستان مستعمل شد؛ در همان سال طی کمیسیونی تصمیم گرفته شد ساختمان بیمارستان به‌صورت کامل تخریب شود و بازسازی بیمارستان با هزینه یک میلیون تومان از در آمد مزارع موقوفه واقف و کمک آستان قدس رضوی، ساختمان جدیدی احداث گردد.
بازسازی تا ابتدای سال ۱۳۴۳ ادامه داشت، بهره برداری از ساختمان جدید در تیر ماه همان سال طی صورت جلسه‌ای اعلام گردید.

#### دومین بازسازی
بعد از ۳۰ سال از بهره‌برداری ساختمان تازه احداث در سال ۴۳، ساختمان فرسوده و مجدداً تعمیراتی در سال ۱۳۷۰ بر روی آن انجام شد.

#### سومین بازسازی
در سال ۱۳۸۴ توسط تولیت وقت آستان قدس رضوی (مرحوم واعظ طبسی) دستور ساخت ساختمان‌های جدید و تجدید بنای کلی صادر شد. سال ۱۳۹۱ ساختمان‌های جدید با زیر بنای ۹،۲۰۰ متر مربع، ۳،۱۴۶ متر عرصه در ۶ طبقه با هزینه بالغ بر ۱۰ میلیارد تومان به‌ بهره‌برداری رسید و بیمارستان به مرکز تخصصی و فوق تخصصی دیالیز و پیوند اعضا تبدیل شد.
ساختمان احداث شده در ۱۳۴۳ همچنان در کنار ساختمان‌های جدید پابرجاست.

## مدیریت و نظارت
- در دی ماه سال ۱۳۴۳ طی کمیسیونی، نظارت بر فعالیت های درمانی بیمارستان به بیمارستان شاه رضا واگذار گردید.[۴]
- در اسفند ماه ۱۳۵۳ در قراردادی اداره بیمارستان‌های منتصریه و شاه رضا به دانشگاه فردوسی واگذار شد.[۴]
- اداره بیمارستان در دی ماه ۱۳۸۹ به دانشگاه علوم پزشکی مشهد تحویل داده شد.[۵]

## بخش‌ها
این بیمارستان بخش‌های عمومی و تخصصی زیر را دارا می‌باشد:
- واحد فراهم آوری اعضاء[۶]
- پیوند کبد
- پیوند کلیه
- پیوند مغز استخوان
- دیالیز
- اورژانس
- نفرولوژی
- اتاق عمل
- آزمایشگاه تشخیص طبی
- کلینیک‌های تخصصی پیگیری موارد پیوند شده
- کلینیک آموزش آموزش سلامت به بیماران پیوندی[۷]
- تصویر برداری
- داروخانه